# Мора дел Вилар (Кунео)
Мора дел Вилар је насеље у Италији у округу Кунео, региону Пијемонт.
Према процени из 2011. у насељу је живело 297 становника. Насеље се налази на надморској висини од 574 м.